# Le Chemin
Le Chemin és un municipi francès, situat al departament del Marne i a la regió del Gran Est. L'any 2007 tenia 36 habitants.

## Demografia

### Població
El 2007 la població de fet de Le Chemin era de 36 persones. Hi havia 19 famílies, de les quals 8 eren unipersonals (4 homes vivint sols i 4 dones vivint soles), 7 parelles sense fills i 4 parelles amb fills.
La població ha evolucionat segons el següent gràfic:
Habitants censats

### Habitatges
El 2007 hi havia 31 habitatges, 19 eren l'habitatge principal de la família, 6 eren segones residències i 7 estaven desocupats. Tots els 31 habitatges eren cases. Dels 19 habitatges principals, 17 estaven ocupats pels seus propietaris i 2 estaven llogats i ocupats pels llogaters; 1 tenia dues cambres, 4 en tenien tres, 5 en tenien quatre i 9 en tenien cinc o més. 18 habitatges disposaven pel capbaix d'una plaça de pàrquing. A 8 habitatges hi havia un automòbil i a 9 n'hi havia dos o més.

### Piràmide de població
La piràmide de població per edats i sexe el 2009 era:
| Homes | Edats   | Dones |
| ----- | ------- | ----- |
| 0     | 95 o +  | 0     |
| 0     | 90 a 94 | 0     |
| 0     | 85 a 89 | 0     |
| 0     | 80 a 84 | 0     |
| 4     | 75 a 79 | 4     |
| 8     | 70 a 74 | 0     |
| 0     | 65 a 69 | 0     |
| 4     | 60 a 64 | 0     |
| 0     | 55 a 59 | 4     |
| 4     | 50 a 54 | 0     |
| 0     | 45 a 49 | 4     |
| 0     | 40 a 44 | 0     |
| 4     | 35 a 39 | 0     |
| 0     | 30 a 34 | 0     |
| 0     | 25 a 29 | 0     |
| 0     | 20 a 24 | 0     |
| 0     | 15 a 19 | 0     |
| 4     | 10 a 14 | 0     |
| 0     | 5 a 9   | 0     |
| 0     | 0 a 4   | 0     |

## Economia
El 2007 la població en edat de treballar era de 21 persones, 15 eren actives i 6 eren inactives. Les 15 persones actives estaven ocupades(9 homes i 6 dones).. De les 6 persones inactives 4 estaven jubilades, 1 estava estudiant i 1 estava classificada com a «altres inactius».
Activitats econòmiques
Dels 3 establiments que hi havia el 2007, 2 eren d'empreses de fabricació d'altres productes industrials i 1 d'una entitat de l'administració pública.
L'any 2000 a Le Chemin hi havia 6 explotacions agrícoles.

## Poblacions més properes
El següent diagrama mostra les poblacions més properes.